# Longicarpus glandulus
Longicarpus glandulus är en ringmaskart som beskrevs av Anne D. Hutchings och Murray 1984. Longicarpus glandulus ingår i släktet Longicarpus och familjen Terebellidae. Inga underarter finns listade i Catalogue of Life.